# Zhiganka
Zhiganka is een uitgestorven geslacht van insecten uit de familie van de glansmuggen. De wetenschappelijke naam van het geslacht werd voor het eerst geldig gepubliceerd in 1995 door Lukashevich.

## Soorten
- † Zhiganka comitans Lukashevich, 1995[1]
- † Zhiganka woolgari Lukashevich et al., 2001[2]